# Adonisea rufimedia
Adonisea rufimedia är en fjärilsart som beskrevs av Augustus Radcliffe Grote 1883. Adonisea rufimedia ingår i släktet Adonisea och familjen nattflyn. Inga underarter finns listade i Catalogue of Life.